# إلفين جي. هانسن
إلفين جي. هانسن هو سياسي دنماركي، ولد في 1 مايو 1950 في Torrild ‏ في الدنمارك.